# Thomas Dixon
Thomas F. Dixon Junior (ur. 11 stycznia 1864, zm. 3 kwietnia 1946) – amerykański pisarz i scenarzysta.
Dixon urodził się w dniu 11 stycznia 1864 roku w miejscowości Shelby, w stanie Karolina Północna, w głęboko religijnej protestanckiej rodzinie. Jego ojciec był pastorem kościoła Baptystów oraz farmerem, a matka Amanda Elizabeth McAfee, córką plantatora z Karoliny Południowej.
Po raz pierwszy rozpoczyna regularną naukę wstępując do Shelby Academy w 1877 roku dopiero w wieku trzynastu lat. Zaledwie dwa lata później zostaje już studentem uniwersytetu Wake Forest College, a w 1883 roku zdobywa tytuł magistra. Bardzo dobre wyniki w nauce zaowocowały otrzymaniem stypendium na Johns Hopkins University. Tam zaprzyjaźnił się z Woodrow Wilsonem, przyszłym prezydentem Stanów Zjednoczonych Ameryki.
Następnie ima się wielu zajęć – zostaje aktorem, prawnikiem czy wreszcie pastorem. Podczas jednego ze spotkań ewangelizacyjnych Dixon poznaje powieść Harriet Beecher Stowe pt. Chata Wuja Toma wydaną w 1852 roku. Dixon uważał, iż książka ta zawierała całą pełnię fałszywych relacji, błędnych opisów Południa i jego mieszkańców. Uznawał, iż obraz Południa nie został w powieści Stowe pokazany w sposób adekwatny i najlepszą odpowiedzią na treści książki będzie napisanie jej kontynuacji. W efekcie powstała książka The Leopard’s Spots z 1902 roku. Była to pierwsza z tak zwanych powieści rekonstrukcyjnych. Jej niekwestionowany sukces sprawił, iż autor postanowił napisać kolejne dwie książki: The Clansman oraz The Traitor.
Dwie jego wczesne powieści, wspomniane już The Leopard’s Spots (1902) i The Clansman (1905) stały się bestsellerami. W niedługim czasie pierwsza z powieści została sprzedana w ponad stu tysiącach egzemplarzy, a łączna jej sprzedaż przekroczyła milion egzemplarzy. Na podstawie tych powieści powstała pokazywana w całym kraju sztuka teatralna The Clansman.
Na podstawie książki The Clansman firma Epoch Producing Corporation stworzyła wyreżyserowany przez D.W. Griffitha film Narodziny narodu (1915).  Film obejrzało 100 mln ludzi, a pod kinami dochodziło do rasistowskich wystąpień z uwagi na treść filmu, gdzie uciśnionymi mieszkańcami południowych stanów są biali, atakowani przez czarnych bandytów, których powstrzymać jedynie mogą ludzie z Ku Klux Klanu. Dixon, w odpowiedzi na olbrzymią krytykę Narodzin narodu, postanowił w 1916 roku napisać powieść pt. The Fall of a Nation. Narodziny narodu niewątpliwie przyczyniły się do ponownego zainteresowania Ku Klux Klanem na arenie kraju. Sytuację tę sprytnie wykorzystał William Joseph Simmons reaktywując Ku Klux Klan.
W Fall of a Nation kontynuuje rasistowską narrację znaną z filmu Narodziny narodu. Latem 1915 roku Dixon przeprowadził się do Kalifornii, otwierając Dixon Studios Laboratory and Press. Powieściopisarz nie odniósł sukcesu jako reżyser i wrócił do Nowego Jorku w 1923 roku. W ciągu ostatnich piętnastu lat kariery pisarskiej jego radykalizm stopniowo się zmniejszał. Chociaż w ciągu swego życia dorobił się fortuny, w dniu swej śmierci 3 kwietnia 1946 roku był nędzarzem.